# Монтања Спаката (Напуљ)
Монтања Спаката је насеље у Италији у округу Напуљ, региону Кампанија.
Према процени из 2011. у насељу је живело 108 становника. Насеље се налази на надморској висини од 52 м.